# Burkholderiales
Burkholderiales Garrity et al., 2006 sono un ordine di proteobatteri. Come tutti i proteobatteri, sono Gram-negativi. Quest'ordine comprende diversi batteri patogeni, tra cui le specie di Burkholderia e Bordetella. I Burkholderiales comprendono anche Oxalobatteri e generi affini.